# بخش کهن‌آباد

## افراد موثر در بهبود وضعیت بخش
1. مهندس حسین کاظمی
2. عزیزالله لباف
3. مهندس محمدحسین ریاضی
4. هادی خشنود
5. محمدقلی قندالی
6. عبدالله عامری فرزند رضا
7. حاج مهدی محمدیان
8. مرتضی نمکی
9. سرکارخانم حسنی عامری
10. ابراهیم مومنی
11. ابراهیم میرزایی
12. ابراهیم دهقانی فرزند محمدتقی
13. حسینعلی عامری
14. مهدی عامری
15. رضا الهامی
16. هادی قندالی فر
17. برادران عباسپور
18. رضا فرزاد
19. برادران نبوی
20. علی رامه

## جمعیت
براساس سرشماری مرکز آمار ایران در سال ۱۳۹۵، جمعیت بخش کهن‌آباد ۲۸۲۴ نفر بوده‌است.

## تقسیمات کشوری
بخش کهن‌آباد از دو دهستان تشکیل شده‌است:
- دهستان کهن‌آباد
- دهستان فروان